# Amara La Negra
Diana Danelys De Los Santos (Miami, Florida; 4 de octubre de 1990) más conocida por su nombre artístico Amara La Negra, es una cantante, actriz, bailarina, autora y presentadora de televisión estadounidense de ascendencia dominicana. Es más conocida por su participación en el programa de televisión VH1 Love & Hip Hop: Miami. Fue apodada como la Negra por Billboard al ser estrella emergente del programa, consiguiendo un contrato de grabación de varios álbumes con BMG horas después del estreno. DOMINICAN REPUBLIC

## Biografía
A la edad de 4 años participó en el programa televisivo Sábado Gigante como miembro regular del elenco. Según una entrevista con DJ Vlad, Diana era la única chica negra en el elenco que el programa había tenido en más de 50 años. Después de estar de 6 años en Sábado Gigante se convirtió en bailarina de respaldo para grandes artistas latinos como Celia Cruz y Tito Puente.
Durante su adolescencia se unió a un grupo de chicas llamado Amara. El grupo luchó por mantenerse unido y finalmente se separó. Sin embargo, Diana quiso mantener el nombre de Amara y agregó La Negra, luego de que se le preguntara repetidamente ¿Quién es la niña negra del grupo?.
En 2013 lanzó el sencillo Ayy que se convirtió en un éxito en el mercado latino.
En 2018 se convirtió en uno de los principales miembros del reparto en VH1 's Amor y Hip-Miami. Su historia explora con el colorismo y el eurocentrismo dentro de la comunidad latina que ha atraído una significativa atención de los medios. La serie narra sus intentos de cruzar al mercado estadounidense convencional. En la primera temporada entra en conflicto con el productor latino de piel clara Young Hollywood después de que le criticara su afro durante una reunión de negocios. En el mismo año consiguió un contrato de varios álbumes con BMG y luego llegó a lanzar dos sencillos, no segura y  ¿Cuál Un Bam Bam? que fue la canción que pasó a golpear el punto número 8 en las carteleras Latin Pop en ventas de canciones digitales en el mes de marzo.
En 2019 con el lanzamiento de su álbum debut Unstoppable. Diana actuó en numerosos lugares en los Estados Unidos y América Latina, incluidos los Premios de la Herencia Hispana, Premios Juventud, Premios Lo Nuestro y co- alojado en la BET Live Experience con Safaree Samuels. En ese mismo año apareció como papel principal en la película de BET titulada Fall Girls dirigida por Chris Stokes, además de actuar en la película en español Bendecidas.
En 2020 inició un programa semanal de Instagram de nombre “Grind Pretty, My Mom is the Bomb” donde junto con su madre es coanfitriona que destaca a las emprendedoras. Ha  señalado que define Grind Pretty como una gran plataforma donde las mujeres emprendedoras que tienen pequeñas y grandes empresas puedan reunirse e intercambiar ideas y ayudar a motivarse mutuamente y fomentar su colaboración. Asimismo ese año se asoció con la superestrella del tenis Serena Williams en una campaña en línea para promover a las mujeres.
En octubre de 2020 se convirtió en corresponsal detrás del escenario del programa de competencia en español Tu cara me suena que se transmite por Univisión. y Televisa.
En noviembre de 2021 anunció que estaba embarazada de gemelas, las cuáles nacieron el 23 de marzo de 2022.

## Discografía

### Álbumes de estudio
- Imparable (2019)[13]

### Sencillos
- 2012 "Quítate La Ropa" con DJ Jim Enez
- 2013 "Brinca La Tablita"
- 2013 "Poron Pom Pom"
- 2013 "Whine"
- 2013 "Ayy"
- 2014 "Pum Pum" con Musicologo El Libro
- 2016 "Lo Que Quiero Es Beber"
- 2016 "Se Que Soy"
- 2017 "Pa Tu Cama Ni Loca" con 2Nyce
- 2018 "Vino Dutty
- 2018 "Comprensión"
- 2018 "No lo hagas
- 2018 "Aprende de mí
- 2018 "No Me Digas Que No" con Zawezo
- 2018 " What A Bam Bam "
- 2018 "Inseguro"[22]
- 2019 "Celebra" con el Mesías
- Remix de "Otro Amor" de 2019 con Miriam Cruz[23]
- 2019 "No hay manera"
- 2020 "Ándale" con Khao

## Filmografía

### Televisión
| Año           | Título                         | Rol                | Notas                         |
| ------------- | ------------------------------ | ------------------ | ----------------------------- |
| 2018          | BET Experience Live            | Ella misma         | Anfitrión                     |
| 2018–presente | Love & Hip-Hop Miami           | Ella misma         | Reparto principal             |
| 2018          | Love & Hip Hop: Hollywood      | Ella misma         | 1 episodio                    |
| 2018          | Most Expensivest               | Ella misma         | 1 episodio                    |
| 2019          | Mira quién baila (temporada 7) | Ella misma         | Segundo lugar                 |
| 2019          | Hip Hop Squares                | Miembro del jurado | 2 episodios                   |
| 2019          | A Black Lady Sketch Show       | Sydney             | 1 episodio                    |
| 2020          | Tu cara me suena               | Ella misma         | Corresponsal entre bastidores |
| 2023          | Secretos de las indomables     | Ella misma         | Reality Canela TV             |
| 2023          | Mira quien baila: la revancha  | Ella misma         | Reality show de baile         |

### Películas
| Año  | Título     | Rol         |
| ---- | ---------- | ----------- |
| 2018 | Bendecidas | Katya       |
| 2019 | Fall Girls | Paige Davis |